# Преферанс

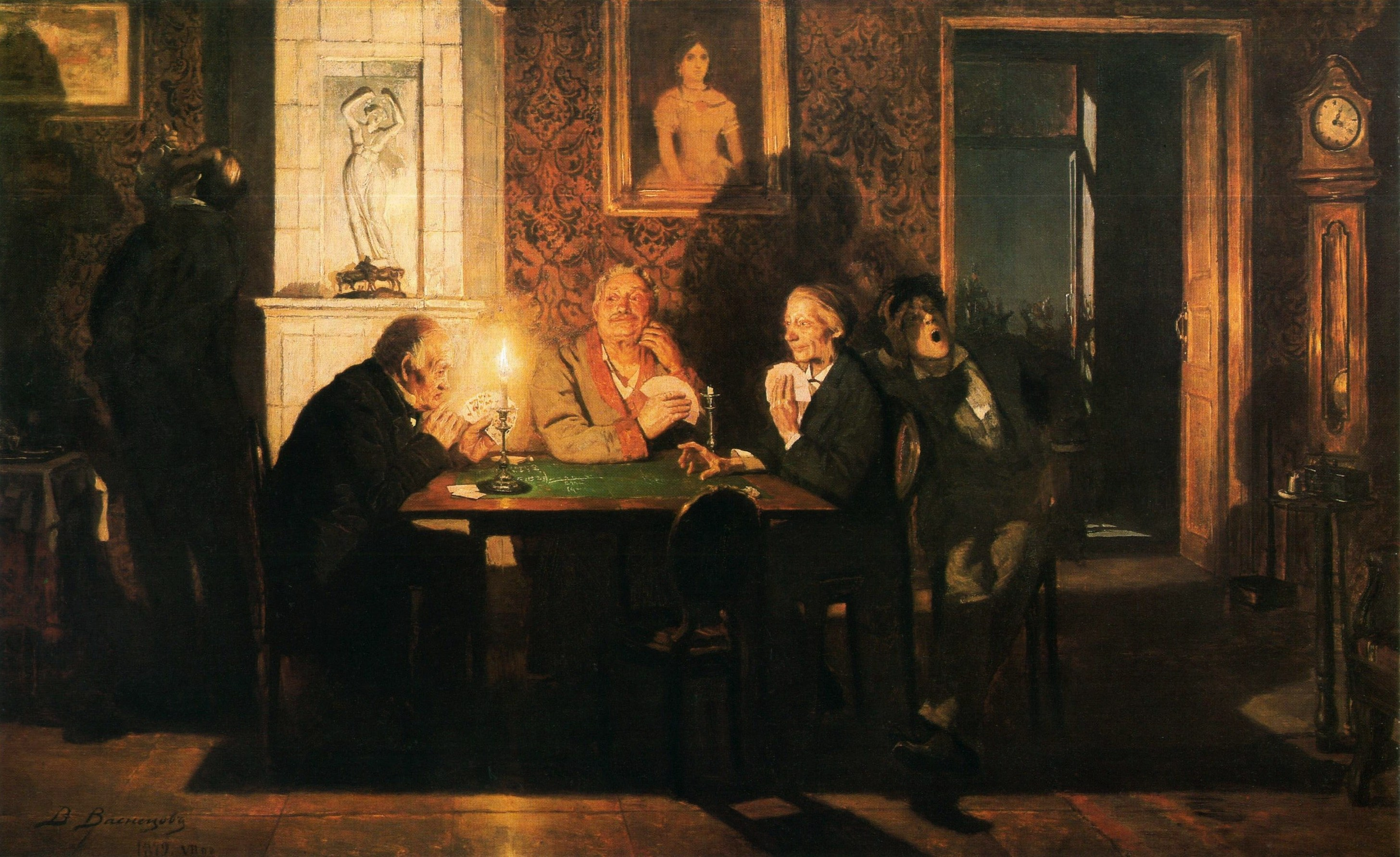
Віктор Васнецов «Преферанс»

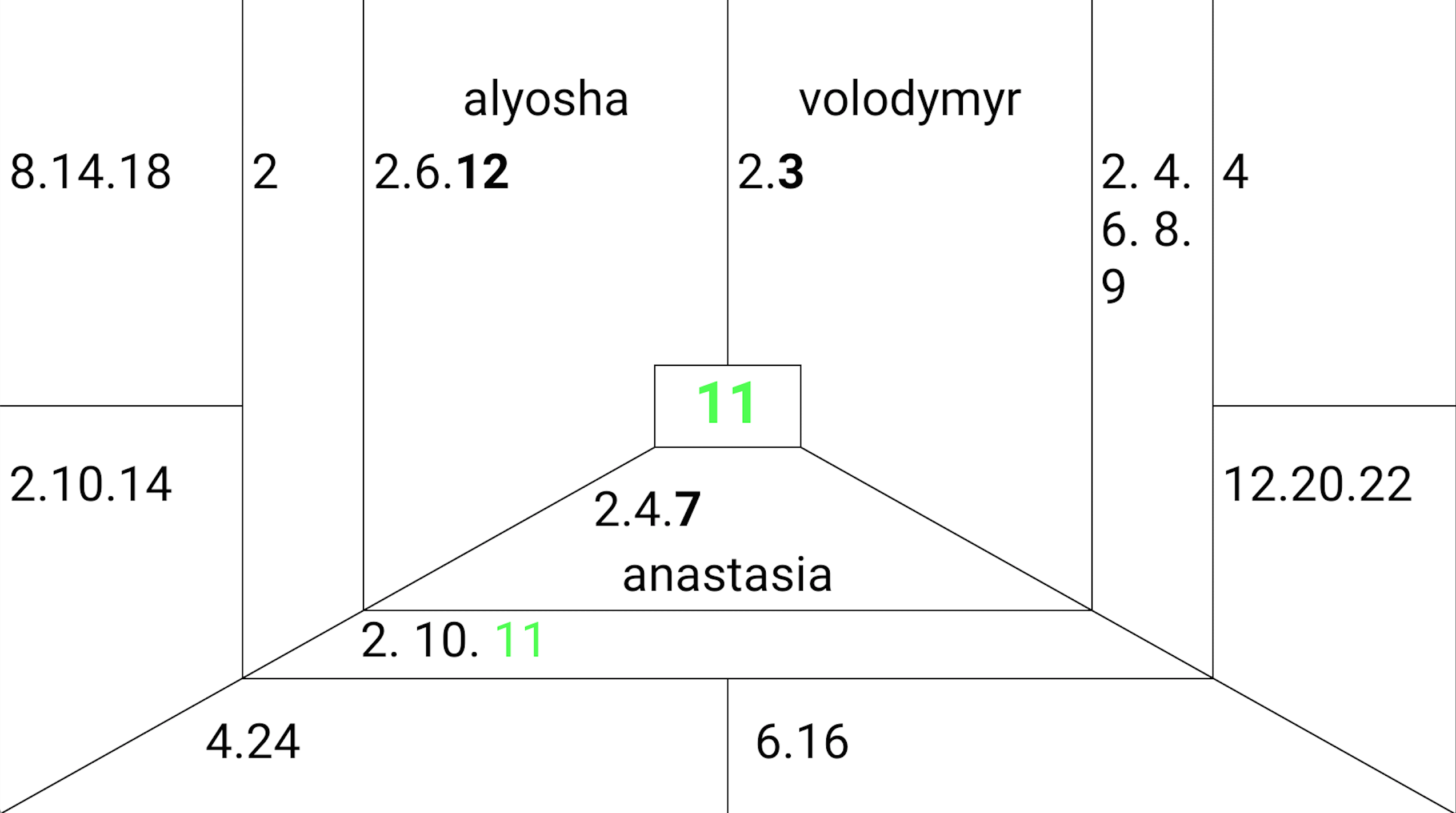
Типова «пуля» для ведення рахунку в грі «Преферанс»

Префера́нс (фр. préférence — перевага) — картярська гра на взятки. Набула популярності у Східній Європі у середині 19 століття. Розрахована на трьох або чотирьох учасників, але існують правила і для двох (гусарик) та п'яти гравців.
Преферанс є комерційною грою, тобто грою на гроші, проте на відміну від покеру, виграш — лише винагорода за красиву гру, а не момент фортуни.
Для гри використовують колоду з 32 карт: від туза до сімки (шістки відсутні). Кожен раунд гри в преферанс налічує два етапи: торгівля, коли гравці вибирають, яка гра буде зіграна, і, власне, сама гра.
Для підрахунку очок один із картярів малює та веде «пулю» — своєрідну таблицю, де занотовують результати зіграних ігор. Здебільшого гра триває, доки кожен з гравців не набере певну кількість очок (у пулі) внаслідок зіграних ігор, однак можна грати і з часовим обмеженням.